# Gospodin oformitel'
Gospodin oformitel' (Господин оформитель, letteramente "Sig. Designer") è un film del 1988 diretto da Oleg Tepcov.

## Trama
Il film racconta di un artista che incontra una donna molto simile al suo lavoro: manichino per la vetrina di gioielli, che ha realizzato utilizzando come modella una ragazza moribonda di tubercolosi. La trama si svolge nella San Pietroburgo pre-rivoluzionaria, ricca di simboli decadenti, e è accompagnata dalla colonna sonora unica di Sergej Kurechin